# Trafalgar (Madrid)
Trafalgar es un barrio de la ciudad de Madrid perteneciente al distrito de Chamberí en la Comunidad de Madrid, España. Queda limitado por las calles Bravo Murillo y San Bernardo al oeste, José Abascal al norte, Santa Engracia al este y Carranza y Sagasta al sur. Tiene su corazón en la plaza de Olavide, junto con la glorieta del General Álvarez de Castro las dos únicas dentro del barrio, no limítrofes.

## Transportes

### Cercanías Madrid
Ninguna estación da servicio al barrio. Las más cercanas son Sol (C-3 y C-4, barrio de Sol, distrito Centro) a la que se puede llegar de forma directa mediante las líneas 1 y 2 de metro, Recoletos (C-2, C-7, C-8 y C-10, barrio de Almagro) al que se puede llegar mediante la línea 4 de metro y la línea 21 de la EMT, Nuevos Ministerios (C-2, C-3, C-4, C-7, C-8 y C-10, barrio de Ríos Rosas) a la que se puede llegar mediante la línea 10 de metro y la línea 7 de la EMT, y Príncipe Pío (C-7 y C-10, barrio de Palacio, distrito Centro) a la que se puede llegar fácilmente mediante la línea 10. En el futuro será la futura estación de Cercanías de Alonso Martínez la que se encargará de ello.

### Metro de Madrid
Las líneas 1, 2, 4, 5, 7 y 10 tienen paradas dentro del barrio:
- La línea 1 recorre las calles Santa Engracia y Luchana y tiene parada en las estaciones de Iglesia y Bilbao.
- La línea 2 circula bajo Bravo Murillo y tiene parada en Canal, Quevedo y San Bernardo.
- La línea 4 recorre las calles Sagasta y Carranza y tiene parada en San Bernardo, Bilbao y Alonso Martínez
- La línea 7 circula bajo José Abascal y tiene parada en Canal, dentro del barrio
- Las líneas 5 y 10 tienen parada en la estación de Alonso Martínez.

### Autobuses
Dentro de la red de la Empresa Municipal de Transportes de Madrid, las siguientes líneas prestan servicio:
| Línea | Terminales                          |
| ----- | ----------------------------------- |
| 3     | Puerta de Toledo – San Amaro        |
| 7     | Alonso Martínez – Manoteras         |
| 12    | Cristo Rey – Pº Marqués de Zafra    |
| 16    | Moncloa – Pío XII                   |
| 21    | Pº Pintor Rosales – Bº El Salvador  |
| 37    | Cuatro Caminos – Puente de Vallecas |
| 40    | Tribunal – Alfonso XIII             |
| 61    | Moncloa – Narváez                   |
| 147   | Callao – Barrio del Pilar           |
| 149   | Tribunal – Plaza de Castilla        |
| N23   | Cibeles – Montecarmelo              |
| N25   | Alonso Martínez – Villa de Vallecas |
| N26   | Alonso Martínez – Aluche            |